# 1964 у футболі
Нижче наведені футбольні події 1964 року у всьому світі.

## Події
- Відбувся другий чемпіонат Європи, перемогу на якому здобула збірна Іспанії.
- Відбувся третій кубок Азії, переможцем якого стала збірна Ізраїлю.

## Засновані клуби
- Брондбю (Данія)
- Екранас (Литва)
- Металург (Скоп'є) (Македонія)
- Оцелул (Румунія)

## Національні чемпіони
- Англія: Евертон
- Аргентина: Індепендьєнте (Авельянеда)
- Італія: Болонья
- Іспанія: Реал Мадрид
- Парагвай: Гуарані (Асунсьйон)
- СРСР: Динамо (Тбілісі)
- ФРН: Кельн
- Шотландія: Рейнджерс